# 세나키

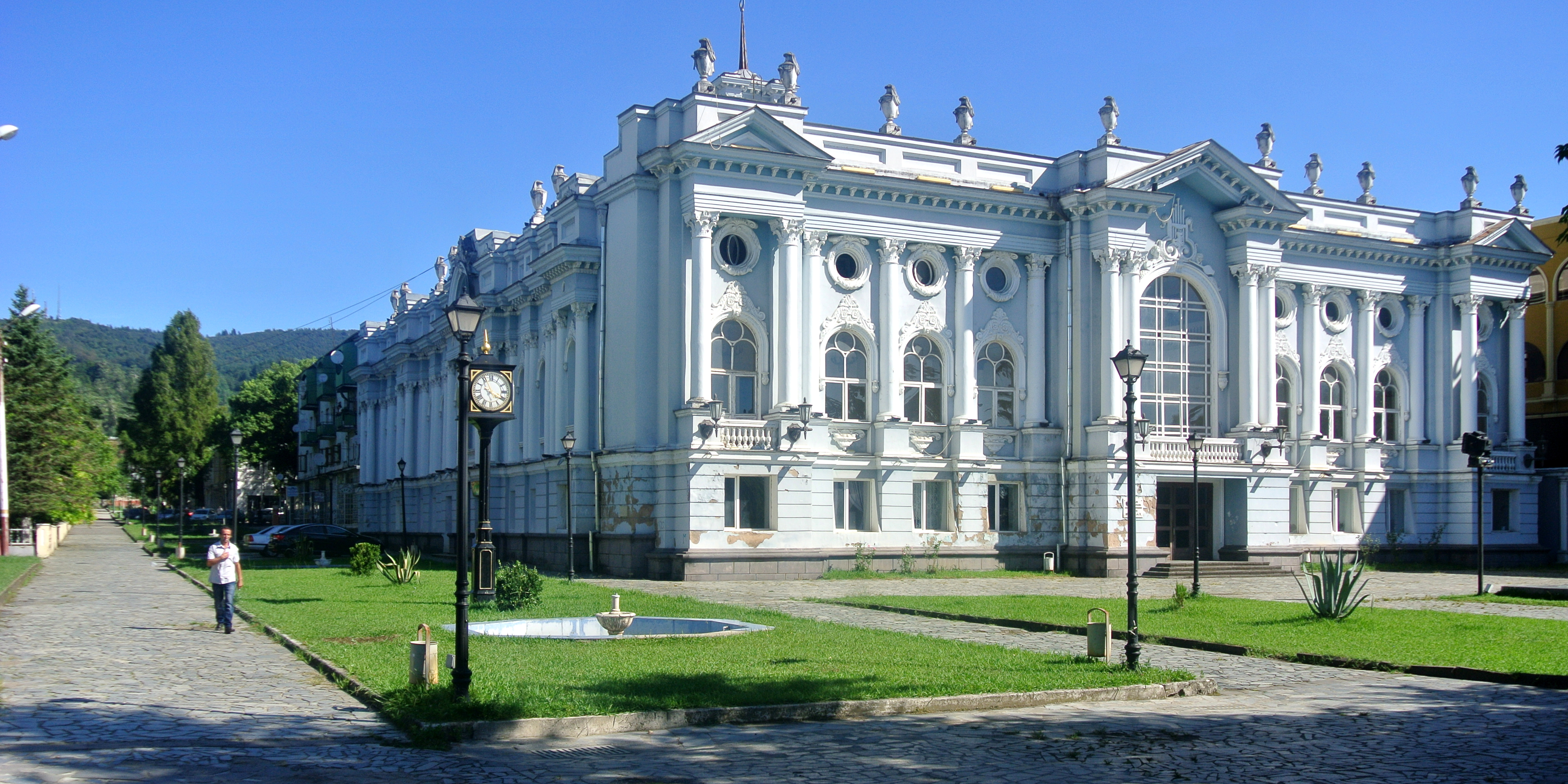

세나키(조지아어: სენაკი)는 조지아 서부에 위치한 사메그렐로제모스바네티주의 도시로, 인구는 21,596 명(2014년 기준)이다. 1935년부터 1976년까지는 조지아인 볼셰비키였던 미하일 츠하카야(Mikhail Tskhakaya)를 기념하기 위해 츠하카야라고 부르기도 했다.
조지아 육군 제2보병여단이 주둔하고 있으며 1998년에 일어난 조지아군 반란의 중심지였고 2008년 남오세티야 전쟁 당시 전투가 벌어졌다. 시의 대표적인 랜드마크로는 네오바로크 양식으로 건설된 극장이 있다.

## 같이 보기
- 사메그렐로제모스바네티주